# Бабента
Бабента (пол. Babięta, нім. Babienten; 1938-1945: Wehrkirchen) — село в Польщі, у гміні Пецки Мронґовського повіту Вармінсько-Мазурського воєводства.
Населення — 145 осіб (2011).

## Демографія
Демографічна структура станом на 31 березня 2011 року:
|          | Загалом | Допрацездатний вік | Працездатний вік | Постпрацездатний вік |
| -------- | ------- | ------------------ | ---------------- | -------------------- |
| Чоловіки | 71      | 15                 | 47               | 9                    |
| Жінки    | 74      | 17                 | 40               | 17                   |
| Разом    | 145     | 32                 | 87               | 26                   |